# Хамуро, Тэцуо
Тэцуо Хамуро (яп. 葉室 鐵夫 Хамуро Тэцуо, 7 сентября 1917 - 30 октября 2005) — японский пловец, олимпийский чемпион.
Тэцуо Хамуро родился в 1917 году в Фукуоке.
В 1935 году Тэцуо Хамура установил мировой рекорд на дистанции 200 м брассом. В 1936 году на Олимпийских играх в Берлине он завоевал на этой дистанции золотую олимпийскую медаль, при этом он был единственный из финалистов, кто использовал классическую технику брасса (прочие использовали запрещённую впоследствии технику баттерфляя).
По окончании Второй мировой войны Тэцуо Хамура стал спортивным журналистом в газете «Майнити симбун». В 1990 году он включён в Международный зал славы плавания.